# Lingua hawaiana
L'hawaiano o, meno comunemente, avaiano (nome nativo ‘ōlelo Hawai‘i, pron. in AFI: [ʔoːˈlɛlo həˈvɐjʔi]) è una lingua polinesiana parlata dai nativi hawaiani negli Stati Uniti d'America, alle Hawaii.

## Distribuzione geografica
Secondo i dati pubblicati dallo United States Census Bureau, si stima che negli Stati Uniti d'America le persone in grado di parlare hawaiano si aggirino attorno al numero di 24.000,, 
ma solo 2 000 come lingua madre.

### Lingua ufficiale
L'hawaiano è lingua ufficiale delle Hawaii.

## Classificazione
Quanto alla filogenesi, l’hawaiano è una lingua austronesiana ascrivibile al polinesiano nucleare (a cui appartengono, ad esempio, le lingue di Sāmoa, Tahiti, Aotearoa, Rapa Nui).
Secondo l'edizione 2009 di Ethnologue, la classificazione è la seguente:
- Lingue austronesiane
  - Lingue oceaniche
    - Lingue polinesiane
      - Lingue polinesiane nucleari
        - Lingue polinesiane orientali
          - Lingue marchesiane
            - Hawaiano

## Storia
La lingua hawaiana fa parte della famiglia linguistica austronesiana. È simile alle altre lingue polinesiane (e.g., marchesiano, tahitiano, māori, rapa nui - la lingua dell'Isola di Pasqua -, samoano), e distante in relazione alla lingua delle isole Figi e più distante dall'indonesiano, e dalle lingue indigene delle Filippine (e.g., panggasinan, tagalog, ilokano, visayano) e da quelle taiwanesi (e.g., paiwan, rukai, thao, babuza, saaroa, yami).
La colonizzazione avvenuta nel IV secolo d.C. diede inizio ad un'immigrazione dalle isole Marchesi e da Tahiti che culminò intorno all'anno 1000. La loro lingua sarebbe diventata in seguito la lingua hawaiana.

## Fonologia
In hawaiano le vocali si pronunciano approssimativamente come in italiano, e la H e la W si pronunciano come in inglese: aspirazione forte per l'acca, e un suono di U consonantica (semivocale), come in uovo, per la W. La W ogni tanto varia in V, come in Ewa, pronunciato Eva, e Haleiwa, pronunciato Haleiva. Waimea, d'altronde, si pronuncia Uaimea. Le consonanti della lingua hawaiana sono otto, oltre alle già menzionate W e H esistono in questa lingua i suoni consonantici K, L, M, N, P e l'Okina.
L'hawaiano ha anche vocali lunghe (come le vocali accentate in italiano, scritte con un macron sulla vocale – per esempio, Waikīkī si pronuncia con le ultime due sillabe allungate). Inoltre, c'è una consonante chiamata ʻOkina che indica il suono chiamato colpo di glottide, che si pronuncia come un'interruzione (simile al suono che si può avvertire fra la parola "verrà" e "Antonio" in "verrà Antonio") e si scrive come un apostrofo rovesciato (‘) o come un apostrofo semplice (Hawai‘i o Hawai'i, o anche a‘a o a'a, che è uno dei due tipi principali di lava che si trovano alle Hawaii – l'altro è il pahoehoe).
Le vocali che seguono altre vocali (ma l'okina è una consonante) vanno pronunciate più in fretta delle vocali che seguono consonanti, in conseguenza rendendole lievemente meno distinte. Per esempio la prima sillaba di Waimea rima con la parola italiana "mai". Wai, fra l'altro, significa "acqua" ed è spesso parte dei nomi hawaiani.
L'hawaiano è una lingua polinesiana. Alcune delle differenze da altre lingue polinesiane sono dovute all'adattamento, avvenuto nel XIX secolo, all'alfabeto latino. Per esempio, la "L" in hawaiano spesso corrisponde alla "R" delle lingue polinesiane, l'Okina corrisponde alla "K", e la K dell'hawaiano corrisponde alla "T", e la W alla "V". Per esempio Tahiti in hawaiano si scrive Kahiki, il taro si scrive Kalo, e il nome stesso delle Hawai'i corrisponde a quello dell'isola di Havaiki nell'arcipelago delle Società.

## Sistema di scrittura
Per la scrittura viene utilizzato l'alfabeto latino secondo un sillabario polinesiano che rappresenta tutte le sillabe possibili in hawaiano, chiamato sillabario Hakalama dalle prime quattro lettere che lo compongono (cnfr. Hakamana in māori e rapanui, o Pakamana in anuta).
|   | H  | K  | L  | M  | N  | P  | W  | ʻ  |
| - | -- | -- | -- | -- | -- | -- | -- | -- |
| A | ha | ka | la | ma | na | pa | wa | ʻa |
| Ā | hā | kā | lā | mā | nā | pā | wā | ʻā |
| E | he | ke | le | me | ne | pe | we | ʻe |
| Ē | hē | kē | lē | mē | nē | pē | wē | ʻē |
| I | hi | ki | li | mi | ni | pi | wi | ʻi |
| Ī | hī | kī | lī | mī | nī | pī | wī | ʻī |
| O | ho | ko | lo | mo | no | po | wo | ʻo |
| Ō | hō | kō | lō | mō | nō | pō | wō | ʻō |
| U | hu | ku | lu | mu | nu | pu | wu | ʻu |
| Ū | hū | kū | lū | mū | nū | pū | wū | ʻū |